# Condado de Warren (Tennessee)
El condado de Warren (en inglés: Warren County, Tennessee), fundado en 1807, es uno de los 95 condados del estado estadounidense de Tennessee. En el año 2000 tenía una población de 38.276 habitantes con una densidad poblacional de 34 personas por km². La sede del condado es McMinnville.

## Geografía
Según la Oficina del Censo, el condado tiene un área total de 1124 km² (434 mi²), de la cual 1121 km² (432,8 mi²) es tierra y 4 km² (1,5 mi²) es agua.

### Condados adyacentes
- Condado de DeKalb norte
- Condado de White noreste
- Condado de Van Buren este
- Condado de Sequatchie sureste
- Condado de Grundy sur
- Condado de Coffee suroeste
- Condado de Cannon noroeste

## Demografía
En el 2000 la renta per cápita promedia del condado era de $30,920, y el ingreso promedio para una familia era de $37,835. El ingreso per cápita para el condado era de $15,759. En 2000 los hombres tenían un ingreso per cápita de $28,409 contra $20,863 para las mujeres. Alrededor del 16.60% de la población estaba bajo el umbral de pobreza nacional.

## Lugares

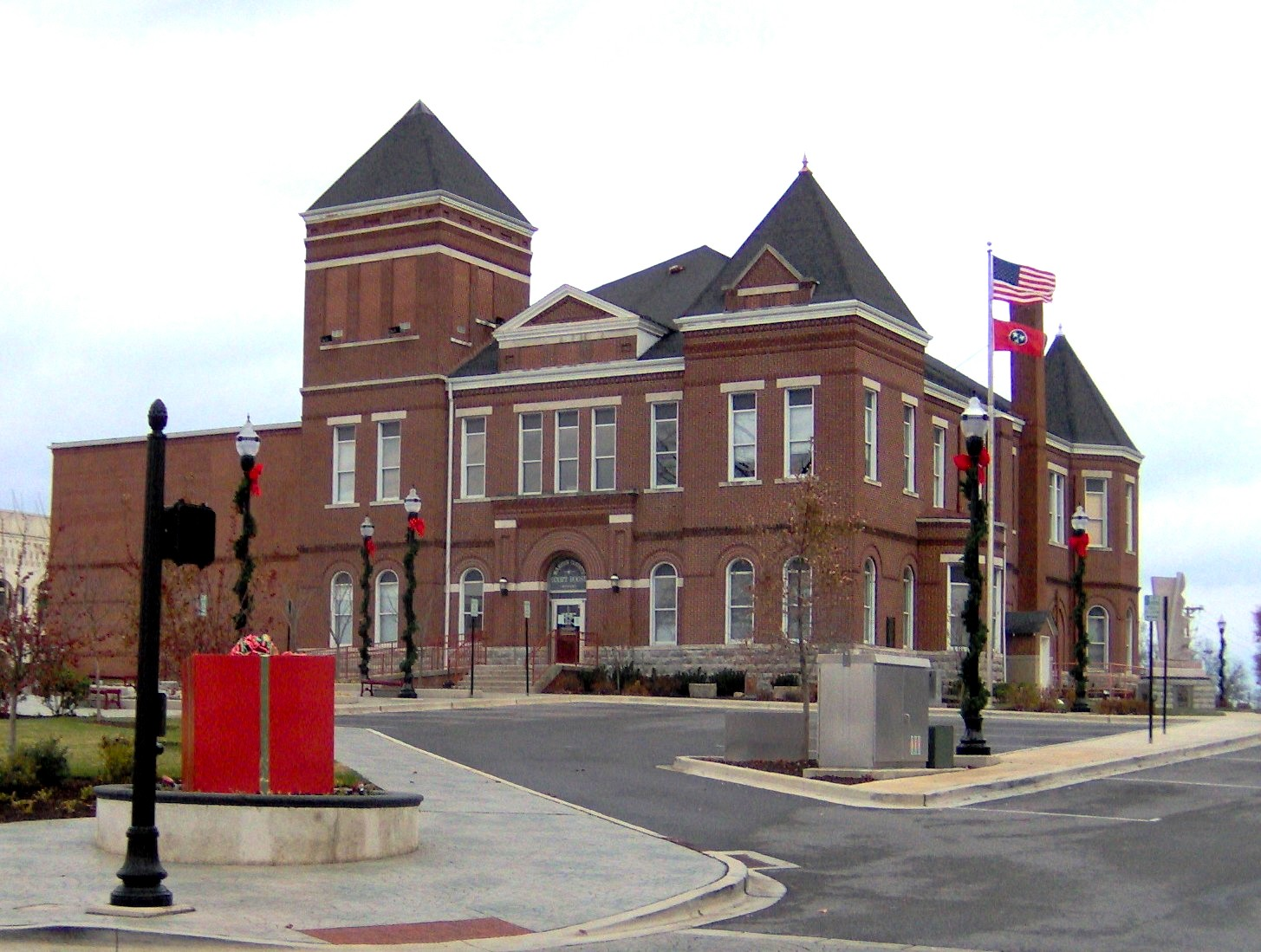
Corte del Condado de Warren en McMinnville

### Ciudades y pueblos
- Centertown
- McMinnville
- Morrison
- Viola

### Comunidades no incorporadas
- Bethany
- Campaign
- Daylight (Tennessee)
- Dibrell
- Eastside
- Fairview
- Harrison Ferry
- Hiawassee
- Irving College
- Jacksboro
- Lucky
- Newtown
- Rock Island
- Smartt
- Vervilla
- Wayside

### Principales carreteras
- US Route 70 S
- Ruta Estatal de Tennessee 8
- Ruta Estatal de Tennessee 30
- Ruta Estatal de Tennessee 55
- Ruta Estatal de Tennessee 56
- Ruta Estatal de Tennessee 108
- Ruta Estatal de Tennessee 136